# (16997) Garrone
Pour les articles homonymes, voir Garrone.
(16997) Garrone est un astéroïde de la ceinture principale découvert le 10 février 1999 par l'équipe du Lincoln Near-Earth Asteroid Research (LINEAR). Son aphélie est de 2,65 UA et son périhélie de 1,86 UA. Il tourne autour du Soleil en 1 239 jours.